# Simple Network Management Protocol
Az SNMP a Simple Network Management Protocol, azaz az egyszerű hálózat menedzsment protokoll rövidítése. A TCP/IP család része, az IETF hozta létre. AZ SNMP protokoll egy egyszerű "kérdezz-felelek" protokollnak tekinthető, ahol az NMS-en (Network Management System) futó alkalmazások folyamatosan vagy egy előre meghatározott időközönként lekérdezik a felügyeleti eszközökhöz rendelhető változókat, amelyek valamilyen választ fognak adni további feldolgozás céljából. Lényeges, hogy egy elosztott felügyeletű protokollról van szó, amely a hálózatra kötött eszközök vezérlését, adatainak lekérdezését szolgálja.

## MIB-ek
Az SNMP protokollt kifejezetten bővíthetőre tervezték. Ezt a MIB-ek (management information base: ~ menedzsment információk csoportja) segítségével érik el. Egy MIB bizonyos eszközök által használt speciális tulajdonságokat ír le, így külön MIB áll rendelkezésre például nyomtatók, routerek, vagy szerverek számára. Az egyes tulajdonságokat hierarchikus rendben elhelyezett objektumok reprezentálják. Az objektumoknak a hierarchiában való elhelyezkedésük biztosít egyedi azonosítót. Némelyik objektum csak olvasható (például forgalomszámláló), némelyik értékét meg is lehet változtatni. A MIB hiearchiát egy fának lehet elképzelni. Bizonyos ágak bizonyos szervezetekhez tartoznak, az ezek alatt lévő ágakon cégek osztoznak stb. Ennek a struktúrának köszönheti az SNMP a bővíthetőségét. Az SNMP segítségével a TCP/IP család minden rétegét lehet vezérelni, mint például alkalmazás rétegbeli adatbázisokat, e-mail-szervert, Java EE referenciamodelleket, de akár routerek beállításait is. Minden egyes alkalmazási területnek elkészült a saját MIB-je. Ezek olyan részfák, amelyeket természetesen nem kötelező megvalósítani (például egy routernek a nyomtatókra vonatkozó részfát), de egy adott részfát csak teljes egészében lehet megvalósítani.

## Felépítés
Az SNMP a kliens-szerver felépítést követi. A menedzselhető eszközön fut egy snmp daemon - a szerver -, amely többnyire a 161 és 162-es portokon figyel a kérésekre. A kéréseket a menedzselő állomás - a kliens - küldi, ez leggyakrabban egy számítógép, amely előtt az adott rendszer adminisztrátora ül.

Az SNMP modell 4 összetevője:

1) Felügyelt csomópontok

2) Felügyeleti állomások

3) Felügyeleti folyamat (információ)

4) SNMP protokoll (Felügyeleti protokoll)

## Üzenet típusok
- GET REQUEST, egy bizonyos információ lekérése
- GETNEXT REQUEST, a következő információ lekérése: ennek segítségével végig lehet lépkedni az információkon
- GET RESPONSE, a válasz üzenet
- SET, egy objektumnak értékadás (SNMPv1-es protokoll esetében biztonsági megfontolások miatt a legtöbb gyártó kihagyta ezt a protokoll-műveletet)
- TRAP, egy speciális üzenet, akkor jön létre, ha a menedzselt eszközt figyelmeztetés küldésére állították be (például a forgalomszámláló elér egy bizonyos értéket, meghibásodás lépett fel stb.)

## Csomagformátum
| Üzenethossz Byte              | Üzenethossz Byte | SNMP-csomag Header       |
| Verziószám                    |                  | SNMP-csomag Header       |
| Community Name                |                  | SNMP-csomag Header       |
| Csomagtípus (Get, GetNext, …) | PDU-fejléc       | PDU (Protocol Data Unit) |
| PDU hossz Byte                | PDU-fejléc       | PDU (Protocol Data Unit) |
| RequestID                     | PDU-fejléc       | PDU (Protocol Data Unit) |
| Hibakód                       | PDU-fejléc       | PDU (Protocol Data Unit) |
| Hiba-Index                    | PDU-fejléc       | PDU (Protocol Data Unit) |
| PDU törzs hossza Byte         | PDU-Body         | PDU (Protocol Data Unit) |
| Variable Binding 1            | PDU-Body         | PDU (Protocol Data Unit) |
| Variable Binding 2            | PDU-Body         | PDU (Protocol Data Unit) |
| . . .                         | PDU-Body         | PDU (Protocol Data Unit) |
| Variable Binding n            | PDU-Body         | PDU (Protocol Data Unit) |

## Verziók
SNMP Version 1
az első SNMP verzió, amelyet az RFC 1065, RFC 1066, RFC 1067 ír le. Fő hibája a nagyon gyenge biztonság. Az üzenetcsere nem titkosított, jelszó helyett pedig a Community stringeket használja, ami könnyen támadható megoldás. Ennek ellenére nagyon széles körben elterjedt, és a hibáit áthidaló megoldásokkal jól használható. 
SNMP Version 2
Leírja az RFC 1441 és RFC 1452. Javítottak a biztonságon, teljesítményén, menedzser-menedzser kommunikációt hoztak létre. A GETBULK üzenet létrehozásával több adatot egyszerre lehet lekérdezni, ez sokat javít a v1 hatékonyságán. A bonyolult, és vitatott biztonsági megoldások miatt nem terjedt el, helyette az RFC 1901 és RFC 1908 által leírt SNMP v2c vagy nem hivatalos nevén az SNMP v1.5 terjedt el. Ebben megvannak az SNMPv2 javításai, de a bonyolult biztonsági megoldás helyett maradt a v1 egyszerű Community string alapú megoldásánál. Bár a v1.5 elméletileg csak tervezet, nem elfogadott szabvány, mégis ez a gyakorlatban is elterjedt megoldás.
SNMP Version 3
Az RFC 3411–RFC 3418 által leírt szabvány, a jelenlegi hivatalos SNMP szabvány. A régebbieket az IETF elavultnak nyilvánította.
A gyakorlatban az eszközök általában több SNMP verziót is támogatnak, általában a v1, v2c és v3 szabványokat is.

## Külső hivatkozások
- SNMP linkgyűjtemény